# Oheb
Oheb je zřícenina hradu nad Sečskou přehradou na Chrudimce v okrese Chrudim. Lesy kolem zříceniny jsou chráněny jako přírodní rezervace Oheb.

## Historie

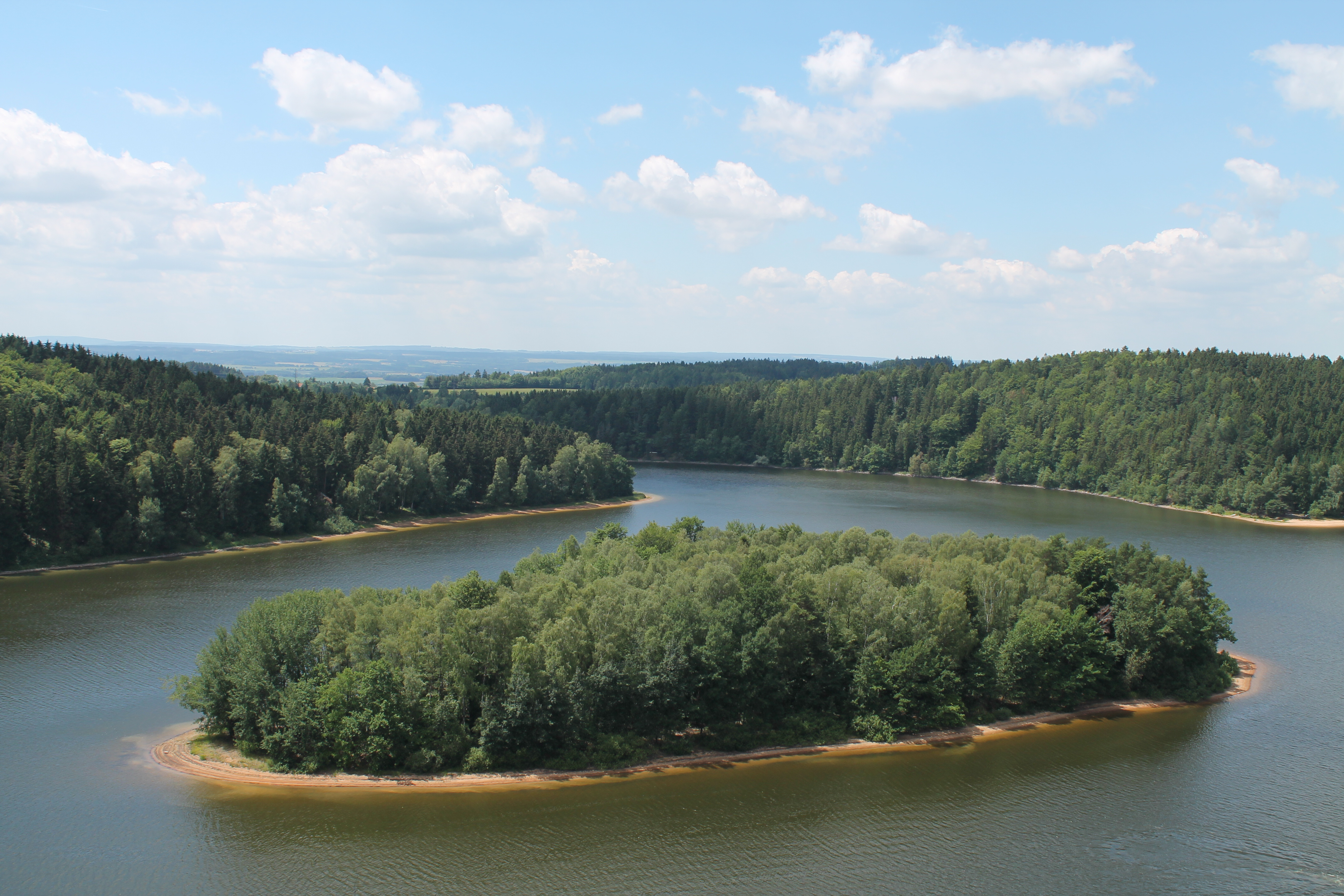
Pohled od hradní věže na Sečskou přehradu

### Zmínky o návrší
Návrší, kde hrad stojí, je poprvé zmiňováno v roce 1315, kdy byl v majetku vilémovského kláštera a opat jej toho roku zastavil Hrabišovi z Paběnic, majiteli blízkého Vildštejna, s podmínkou, že na Ohebu nepostaví hrad nebo tvrz, jinak mělo návrší opět připadnout klášteru. Ten se podle všeho obával možnosti ohrožení držav na horní Chrudimce a ztráty možnosti ovládat i Vildštejn. V roce 1348 Hrabiš umírá a jeho synové vrátili návrší klášteru.

### Historie hradu
Vlastní hrad byl postaven ve druhé polovině 14. století snad z iniciativy vilémovského kláštera. Je také možné, že jej nechal postavit až některý z pozdějších zástavních držitelů. První písemná zmínka o hradu pochází z roku 1405, kdy jej vlastnil Ješek z Popovce a Ohebu. Roku 1408 Ješek umírá a hrad se dostal do vlastnictví krále Václava IV., jenž ho stejného roku zastavil kutnohorskému mincmistru Petru Zmrzlíkovi ze Svojšína a pražskému měšťanovi Mikuláši Bohatému. Později získal Petr Zmrzlík i druhou část a hrad vlastnil až do roku 1421. Z doby husitských válek máme o hradu minimum zmínek. V této době jej nejspíš vlastnil Hynek Krušina z Lichtenburka. Pravděpodobně ve stejném roce, kdy se zmocnil Lichnice (tedy roku 1429), jej obsadil Jan Hertvík z Rušinova. Roku 1436 bylo vlastnictví potvrzeno králem Zikmundem. Roku 1455 jej zastavil Burianovi Trčkovi z Lípy.

### Oheb za Trčků z Lípy
Burian Trčka udělal z hradu centrum trčkovských majetků v Železných horách. Roku 1468 Burian umírá a majetek zdědili jeho synové Mikuláš, Burian, Jiří a Melchisedech Trčkové z Lípy a zpočátku jej udržovali společně. V letech 1468–1469 byl hrad poškozen vpádem Uhrů a proto byl na přelomu šedesátých a sedmdesátých let 15. století opraven a rozšířen. Práce byly ukončeny poté, co roku 1478 uzavřeli český král Vladislav II. a uherský král Matyáše v Olomouci mírovou smlouvu. Po roce 1490 význam Ohebu upadal, protože Mikuláš Trčka jej spojil s lichnickým panstvím a hrad byl opuštěn. Roku 1533 při dělení panství mezi dědice Mikuláše staršího Trčky z Lípy je hrad uváděn jako pustý. Poslední písemná zmínka pochází z roku 1628, z pozdějších dob zprávy chybí. Na konci 17. století dokonce ani nebylo známo, kde stával.

### Od 18. století
Hrad byl znovuobjeven roku 1789, kdy ho ve své Topografii uvádí Jaroslav Schaller. Za Vincence Karla Auersperka ve třicátých a čtyřicátých letech 19. století byly provedeny údržby hradu za účelem jeho zpřístupnění. Došlo k vykácení stromů a postavení můstku k věži. Poslední velké úpravy byly provedeny ve třicátých letech 20. století vzhledem k výstavbě vodní nádrže Seč.

## Popis

### Původní hrad
Původní hrad se nacházel v západní části hradního areálu. Byl nepravidelného půdorysu určeného podobou ostrohu. Přicházelo se sem z východu, protože se zde ostroh nacházel v úrovni okolí. Z této strany jej chránil příkop s valem a obklopovala jej hradba, jejíž průběh se na severní a severovýchodní straně už nedá určit. Vstup představovala sklenutá brána ve věži nad hradním příkopem. Část věže se dochovala. Uvnitř areálu se pravděpodobně nacházela pouze obdélníková věžovitá obytná budova, která stála při východní hradbě.

### Hrad za Trčků
Za vlastnictví Trčků z Lípy došlo kolem původního hradu k vybudování nových hradeb, které se nacházely částečně v místech valu, jenž chránil přístup k příkopu. Původní příkop se přeměnil na prostranství mezi starými a novými hradbami. V nových hradbách byla vybudována brána, chráněnou dělostřeleckou baštou u její jižní strany, a před ní příkop. Další dělová bašta se nacházela na východní straně hradeb. Na jižní straně se nacházela věž nepravidelného půdorysu, stojící na okraji ostrohu. Zároveň došlo k likvidaci původní hradby na severní a severovýchodní straně. V těchto místech byly postaveny nové budovy pro hospodářské příslušenství hradu. Do současnosti se z nich zachovaly zbytky sklepů a základové zdi], ovšem přesnější rekonstrukce podoby není možná. Nové opevnění pravděpodobně nebylo dokončeno.

### Současná podoba

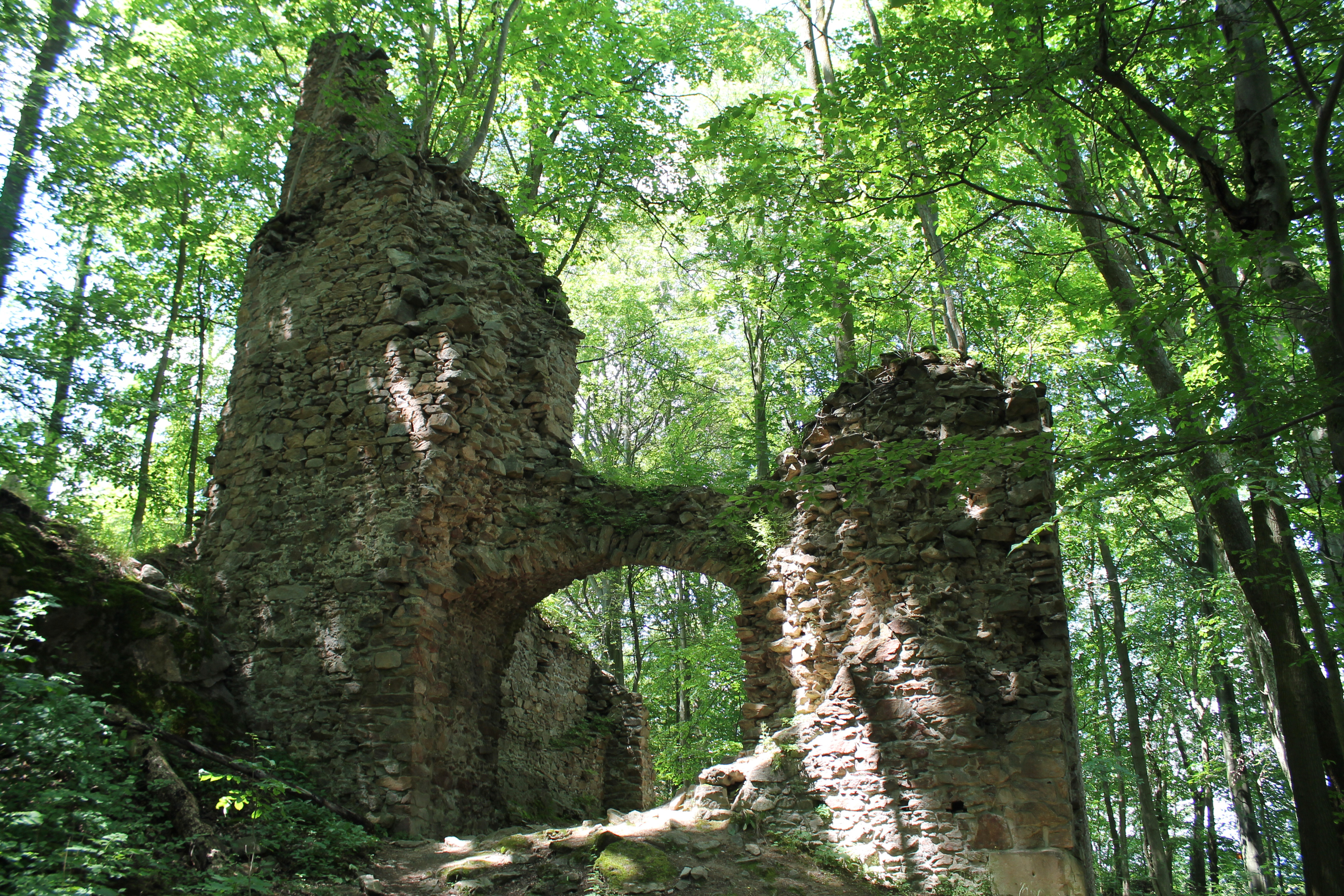
Zbytky věže se vstupní bránou

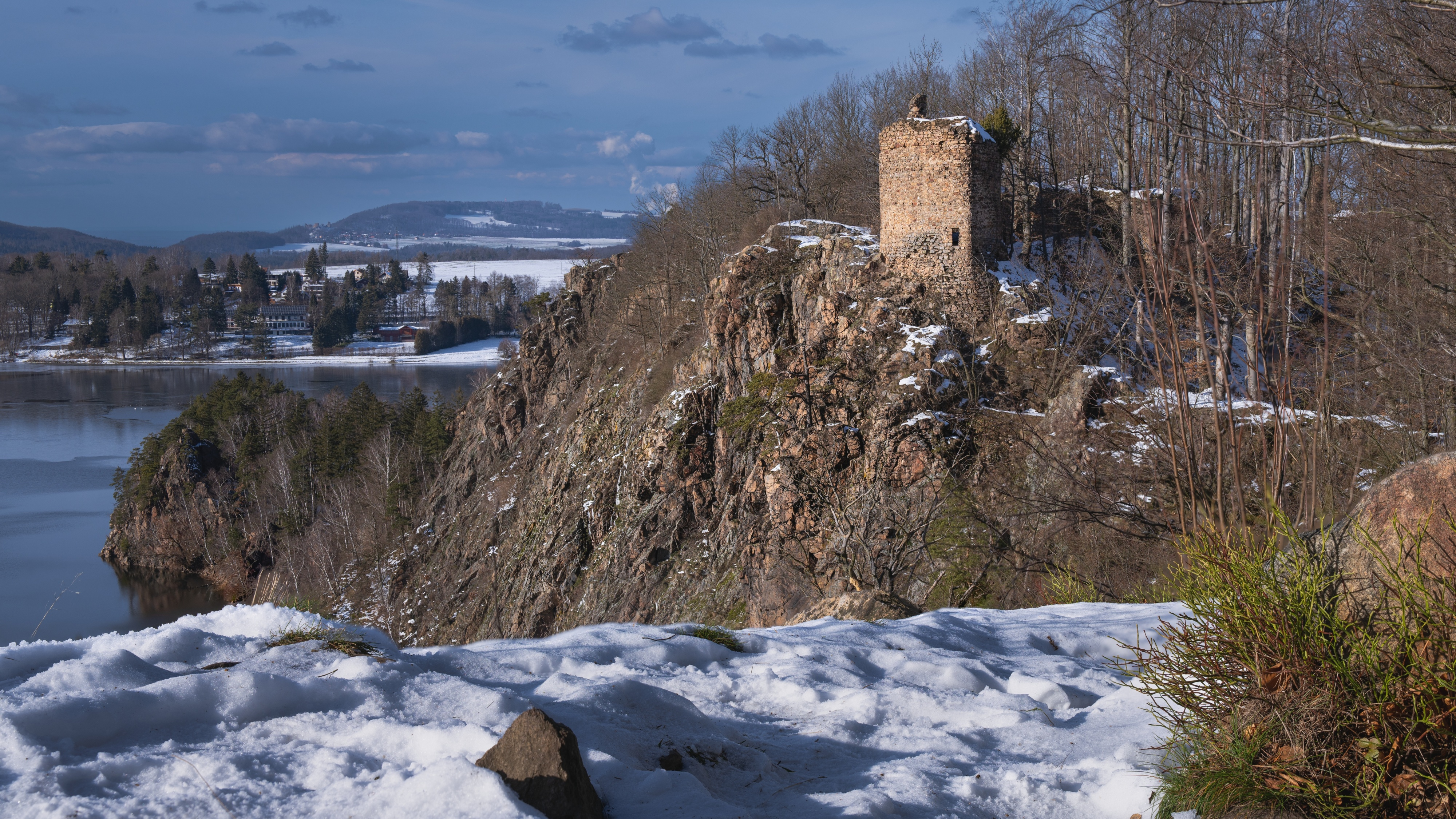
Zřícenina hradu Oheb

Zbytky hradu se nacházejí na ostrohu spadajícím na severní, jižní a západní straně k vodní nádrži Seč. Zachovaly se pouze nevelké zbytky – polozasypaný příkop na severovýchodní straně, zbytky hradeb, věž se zbytky vstupní brány a obě dělové bašty. Na jižním výběžku ostrohu se nachází zřícenina věže a sklepy na místech obytných a hospodářských budov. Celý areál je v současnosti porostlý lesem.